# Lăki
Lăki (bulharsky Лъки) je město ve středním Bulharsku v severovýchodní části Západních Rodopů. Žije tu přibližně 1 700 obyvatel.
Jedná se o správní středisko stejnojmenné obštiny v Plovdivské oblasti.

## Historie
Počátkem 50. let 20. století se na místě dnešního města rozkládala malá osada s jednotřídní školou založenou v roce 1937. Nacházela se na velké pasece, podle níž nesla jméno Lăki, česky louky. V roce 1952 zde byla objevena rozsáhlá naleziště barevných rud, především olova a zinku. V osadě byla zřízena ubytovna pro geology a geodety. Za částí z nich se přistěhovaly i jejich rodiny a sídlu byl v roce 1960 přiznán statut vsi. Ta se se vznikem nových dolů rychle rozrostla (3 268 obyvatel v roce 1967) a v roce 1969 byla prohlášena městem. Nejvyššího počtu obyvatel bylo dosaženo v roce 1985 (3 950) a od té doby jejich počet klesá.

## Obyvatelstvo
K 15. září 2024 ve městě žilo 1 726 obyvatel a bylo zde trvale hlášeno 1 846 obyvatel. Podle sčítání 1. února 2011 bylo národnostní složení následující:
- Bulhaři: 2 572 (95.7 %)
- Turci: 65 (2.4 %)
- Romové: 1 (0.0 %)
- ostatní[p 2]: 49 (1.8 %)